# Distretto di Yaquerana
Il distretto di Yaquerana è uno degli undici distretti della provincia di Requena, in Perù. Si trova nella regione di Loreto e si estende su una superficie di 10.947,2 chilometri quadrati.
Istituito il 2 luglio 1943, ha per capitale la città di Angamos.